# Дијалекто
Дијалекто (грч. Διαλεκτό) је насељено место у општини Места у периферији Источна Македонија и Тракија, Грчка. Према попису из 2021. године било је 62 становника.
Према бугарском географу и историчару, Василу Канчову, у Дијалекту је 1900. године живело 830 Турака. Током Балканских и Првог светског рата село је настрадало и део мештана је избегао, тако је после рата остало 424 житеља. Године 1924. турско становништво је принудно исељено у Турску а на њихово место су насељене грчке избегличке породице, којих је на попису из 1928. године било 522. Село се раније звало Беклемеш.